# Akranes
Akranes er en by med 6.549 indbyggere (2008) på Islands vestkyst, 25 km nord for Reykjavík. Byen er sammen med Borgarnes handels- og administrationscentrum for Islands vestlige region, Vesturland.
Akranes udviklede sig fra et fiskerleje i 1800-tallet til en by med købstadsrettigheder i 1942 og er efter islandske forhold en gammel by med maleriske huse fra århundredeskiftet.
Akranes har sygehus, plejehjem, mange fiskevirksomheder og en moderne havn, fiskeflåde og et reparationsskibsværft, der endvidere fremstiller udstyr til fiskeindustrien.
I 1942 byggede den islandske stat en cementfabrik i byen og 1979 byggedes kiselmalmfabrikken på Grundartangi, som fremstiller kiselmalm til eksport. I 1998 startede produktionen af aluminium hos Nordural på Grundartangi.
Handelen udviklede sig hastigt, fordi den ikke kun tjente beboerne i Akranes, men også egnen omkring byen på grund af de dårlige trafikale forbindelser til Reykjavík. Byen har overvejende små forretninger med sin egen hyggelige atmosfære, et hotel og flere restauranter.
Den 11. juli 1998 åbnede en 5,50 km lang tunnel under Hvalfjörður, som forkortede afstanden mellem Akranes og Reykjavík med 60 kilometer.
Der er to folkeskoler i Akranes, tre børnehaver og Vestlandets integrerede gymnasium med ca. 680 elever.

## Historie
Byens historie går helt tilbage til landnamstiden, da keltere bosatte sig på dette sted omkring år 880. Næssets yderste gren er fra gammel tid blevet kaldt Skagi (Skagen) og senere Skipaskagi.
- 1650 begyndte Brynjólfur Sveinsson, der var biskop i Skálholt, at drive fiskeri fra den lille vig Steinsvör i Akranes og da opstod den første antydning af en fiskerby i Island.
- 1864 blev Akranes autoriseret som handelssted.
- 1882 Skilmannahreppur og Innri-Akraneshreppur udskiltes fra byen og dannede deres egne kommuner.
- 1896 blev kirken fra landsnamsgården Gardar flyttet ned til Akranes. Sent i det nittende århundrede blev Akranes landkommune opdelt i Indre Akranes kommune, hvor landbruget var det vigtigste erhverv, og Ydre Akranes kommune, hvor erhvervslivet drejede sig om fiskeri og handel.

## Indbyggere 1920 – 2007
| dato          | indb. |
| ------------- | ----- |
| 1. dec. 1920: | 928   |
| 1. dec. 1997: | 5.127 |
| 1. dec. 2003: | 5.582 |
| 1. dec. 2004: | 5.655 |
| 1. dec. 2005: | 5.782 |
| 1. dec. 2007: | 6.345 |
| 1. dec. 2008: | 6.549 |